# Arquipélago de Hochelaga

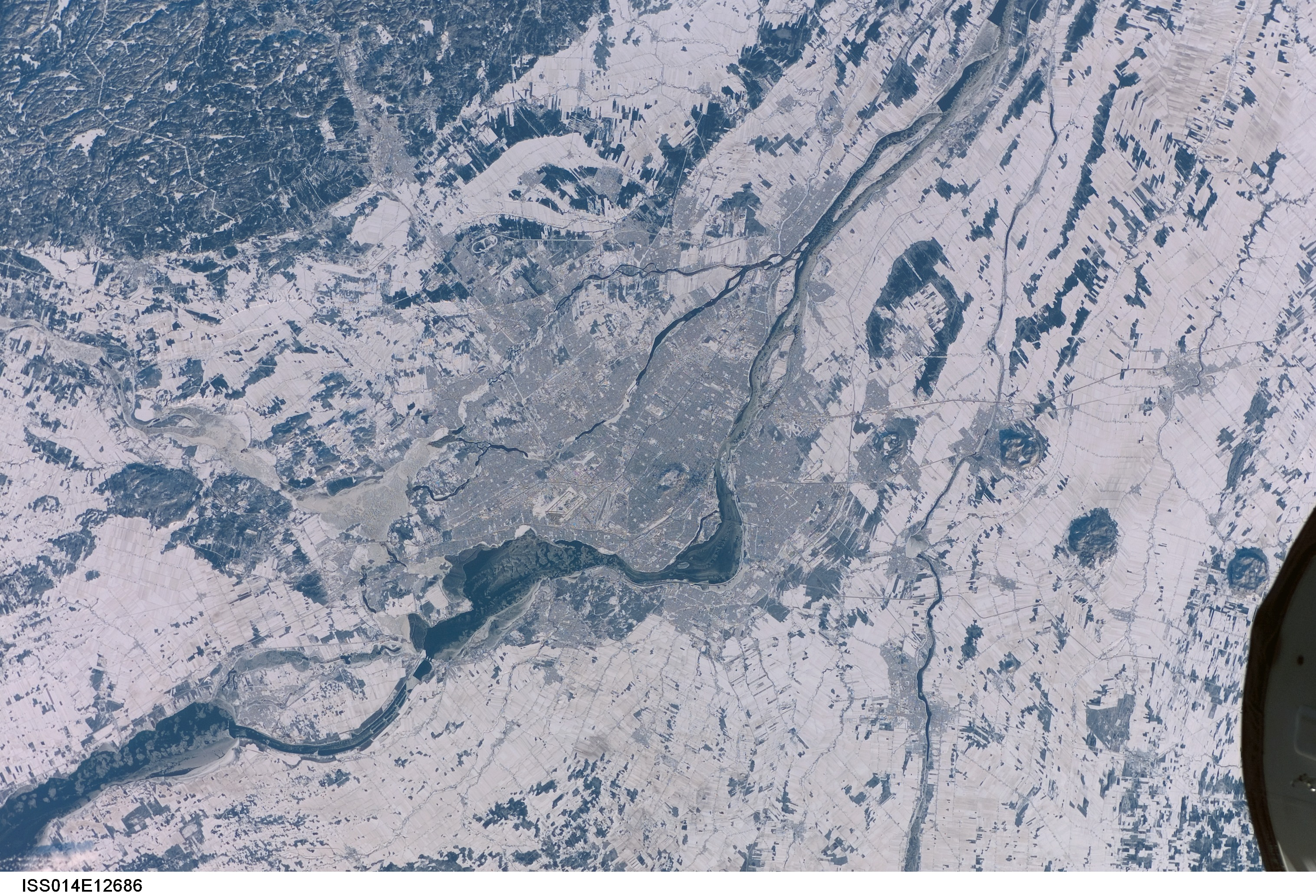
Archipélago de Hochelaga e a região metropolitana de Montreal, vistos do espaço

O arquipélago de Hochelaga  é um grupo de 234 ilhas, das quais a maior é a ilha de Montreal, na confluência do rio São Lourenço e do rio Otava, na região metropolitana de Montreal ao sudoeste da província do Quebeque, Canadá.